# Monties
Monties (Montias en gascon) est une commune française située dans le sud-est du département du Gers en région Occitanie. Sur le plan historique et culturel, la commune est dans le pays d'Astarac, un territoire du sud gersois très vallonné, au sol argileux, qui longe le plateau de Lannemezan.
Exposée à un climat océanique altéré, elle est drainée par la Lauze et par divers autres petits cours d'eau. La commune possède un patrimoine naturel remarquable : un site Natura 2000 (la « vallée et coteaux de la Lauze ») et deux zones naturelles d'intérêt écologique, faunistique et floristique.
Monties est une commune rurale qui compte 82 habitants en 2022, après avoir connu un pic de population de 589 habitants en 1831.  Ses habitants sont appelés les Montisois ou  Montisoises.

## Géographie

### Localisation
Monties est une commune de Gascogne située dans l'Astarac entre l'Arrats et la Gimone.

### Communes limitrophes
Les communes limitrophes sont  Aussos, Cap d'Astarac, Gaujan, Meilhan et Sère.
|        | Meilhan | Gaujan    |
| Sère   | Monties | Monbardon |
| Aussos | Sarcos  |           |

### Géologie et relief
Monties se situe en zone de sismicité 2 (sismicité faible).

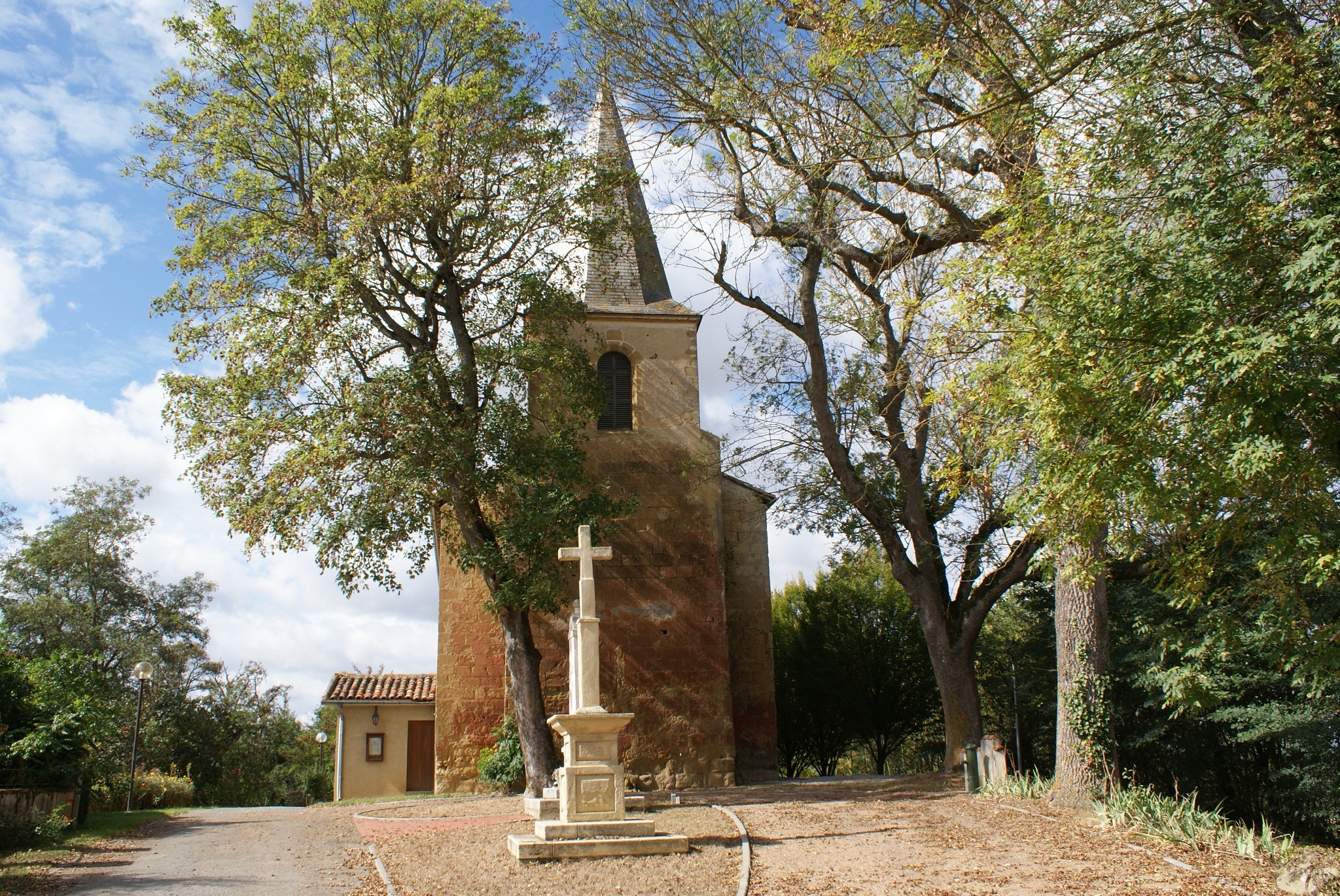
L'église.
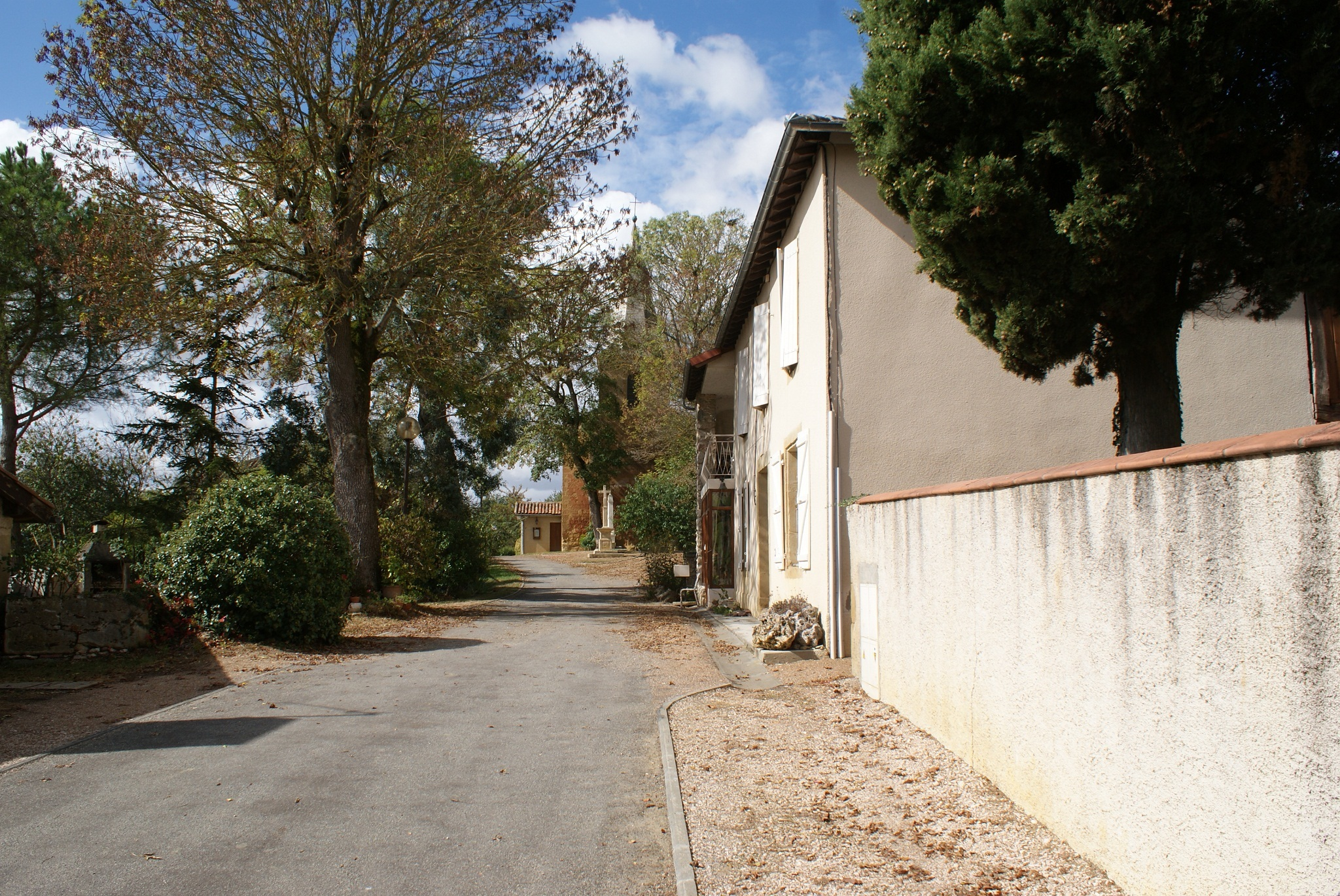
La route principale.
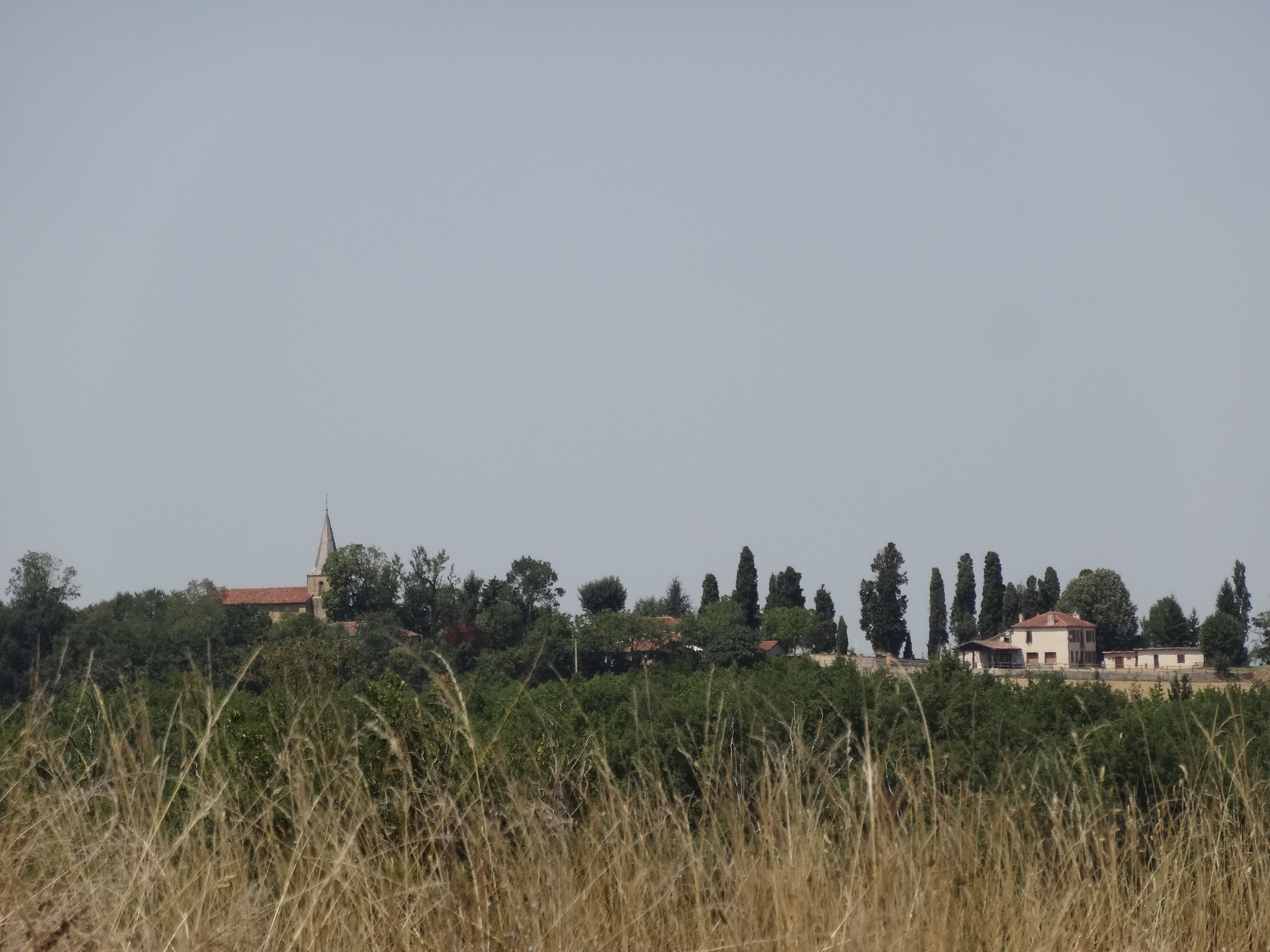
Le village.

### Hydrographie

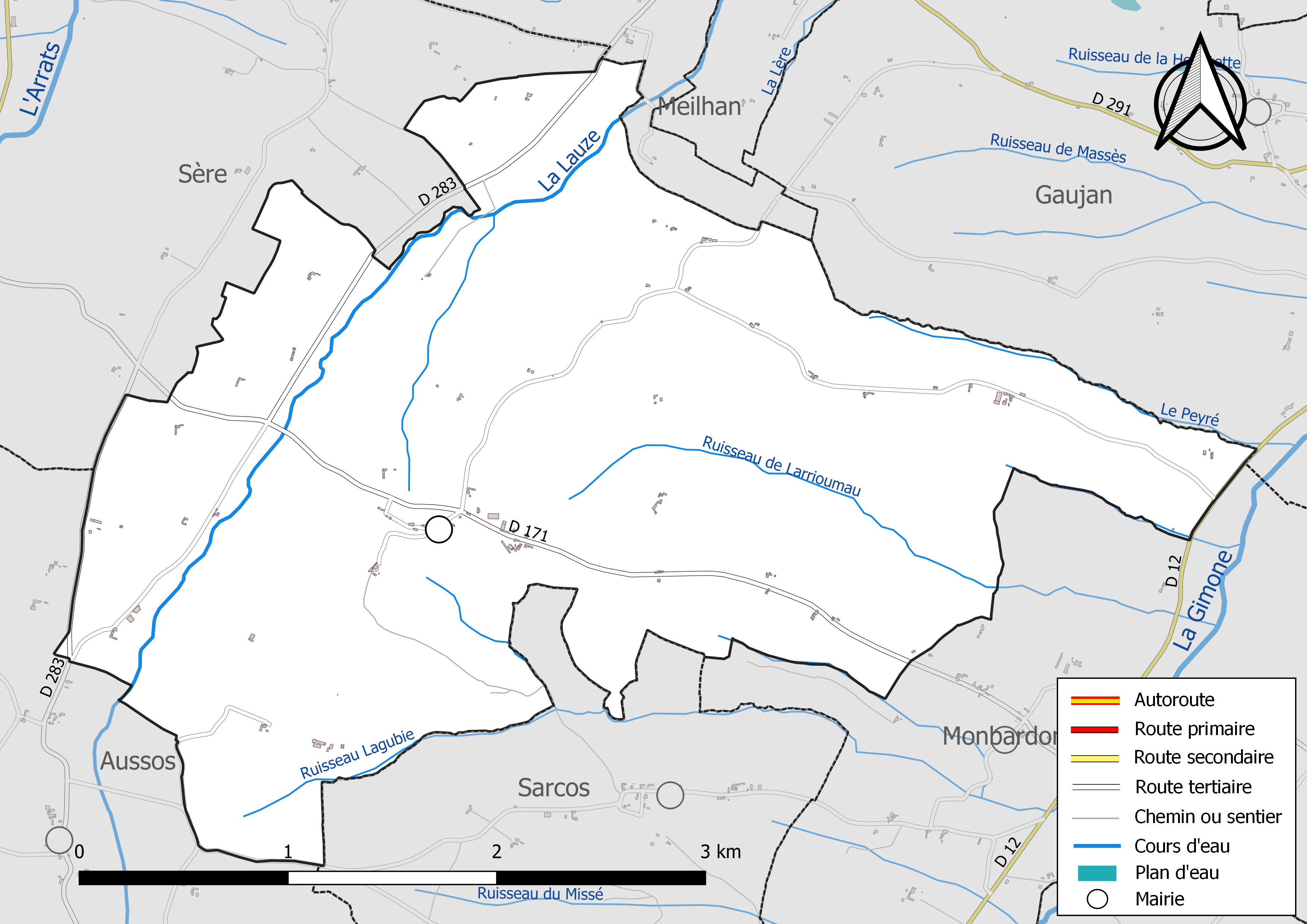
Réseaux hydrographique et routier de Monties.

La commune est dans le bassin de la Garonne, au sein du bassin hydrographique Adour-Garonne. Elle est drainée par la Lauze, le Peyré, le ruisseau de Larrioumau, le ruisseau Lagubie et par divers petits cours d'eau, qui constituent un réseau hydrographique de 11 km de longueur totale,.
La Lauze, d'une longueur totale de 22,9 km, prend sa source dans la commune d'Aussos et s'écoule du sud-est vers le nord-ouest. Elle traverse la commune et se jette dans la Gimone à Saramon, après avoir traversé 11 communes.

### Climat
Pour des articles plus généraux, voir Climat de l'Occitanie et Climat du Gers.
En 2010, le climat de la commune est de type climat océanique altéré, selon une étude s'appuyant sur une série de données couvrant la période 1971-2000. En 2020, Météo-France publie une typologie des climats de la France métropolitaine dans laquelle la commune est toujours exposée à un climat océanique altéré et est dans la région climatique Aquitaine, Gascogne, caractérisée par une pluviométrie abondante au printemps, modérée en automne, un faible ensoleillement au printemps, un été chaud (19,5 °C), des vents faibles, des brouillards fréquents en automne et en hiver et des orages fréquents en été (15 à 20 jours).
Pour la période 1971-2000, la température annuelle moyenne est de 12,7 °C, avec une amplitude thermique annuelle de 14,9 °C. Le cumul annuel moyen de précipitations est de 832 mm, avec 9,6 jours de précipitations en janvier et 6,5 jours en juillet. Pour la période 1991-2020, la température moyenne annuelle observée sur la station météorologique la plus proche, située sur la commune de Lahas à 25 km à vol d'oiseau, est de 13,9 °C et le cumul annuel moyen de précipitations est de 633,5 mm,. Pour l'avenir, les paramètres climatiques de la commune estimés pour 2050 selon différents scénarios d'émission de gaz à effet de serre sont consultables sur un site dédié publié par Météo-France en novembre 2022.

### Milieux naturels et biodiversité

#### Réseau Natura 2000

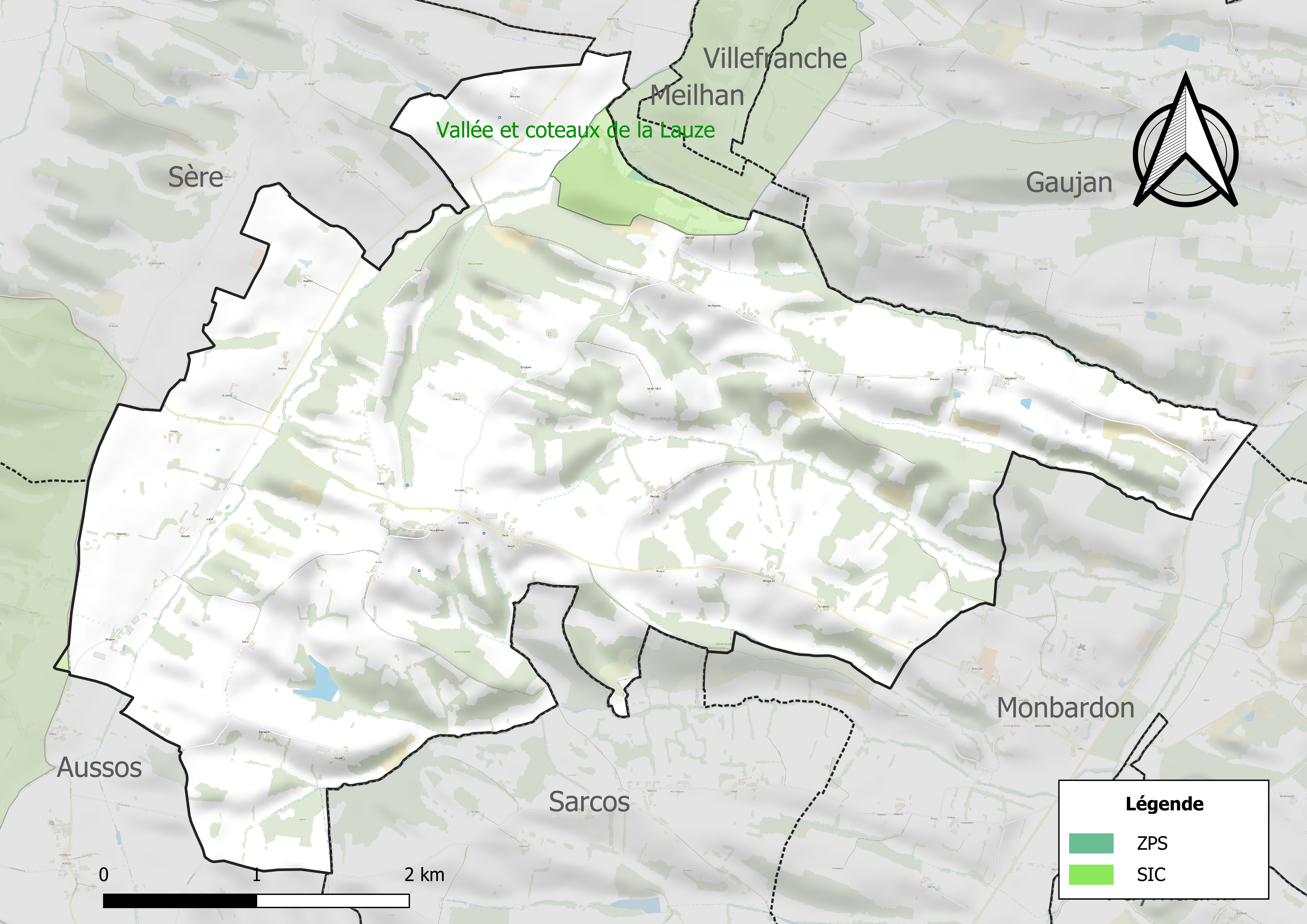
Site Natura 2000 sur le territoire communal.

Le réseau Natura 2000 est un réseau écologique européen de sites naturels d'intérêt écologique élaboré à partir des directives habitats et oiseaux, constitué de zones spéciales de conservation (ZSC) et de zones de protection spéciale (ZPS).
Un site Natura 2000 a été défini sur la commune au titre de la directive habitats : la « vallée et coteaux de la Lauze », d'une superficie de 5 399 ha, des coteaux occupés par un maillage bocager plus faiblement représenté dans le fond des vallées alluviales, avec des milieux à orchidées remarquables.

#### Zones naturelles d'intérêt écologique, faunistique et floristique
L’inventaire des zones naturelles d'intérêt écologique, faunistique et floristique (ZNIEFF) a pour objectif de réaliser une couverture des zones les plus intéressantes sur le plan écologique, essentiellement dans la perspective d’améliorer la connaissance du patrimoine naturel national et de fournir aux différents décideurs un outil d’aide à la prise en compte de l’environnement dans l’aménagement du territoire.
Une ZNIEFF de type 1 est recensée sur la commune :
les « coteaux de la Gimone à Monbardon » (1 177 ha), couvrant 5 communes dont une dans la Haute-Garonne et quatre dans le Gers et une ZNIEFF de type 2, : 
les « coteaux de la Lauze et de l'Arrats » (5 264 ha), couvrant 18 communes du département.

Carte des ZNIEFF de type 1 et 2 à Monties.
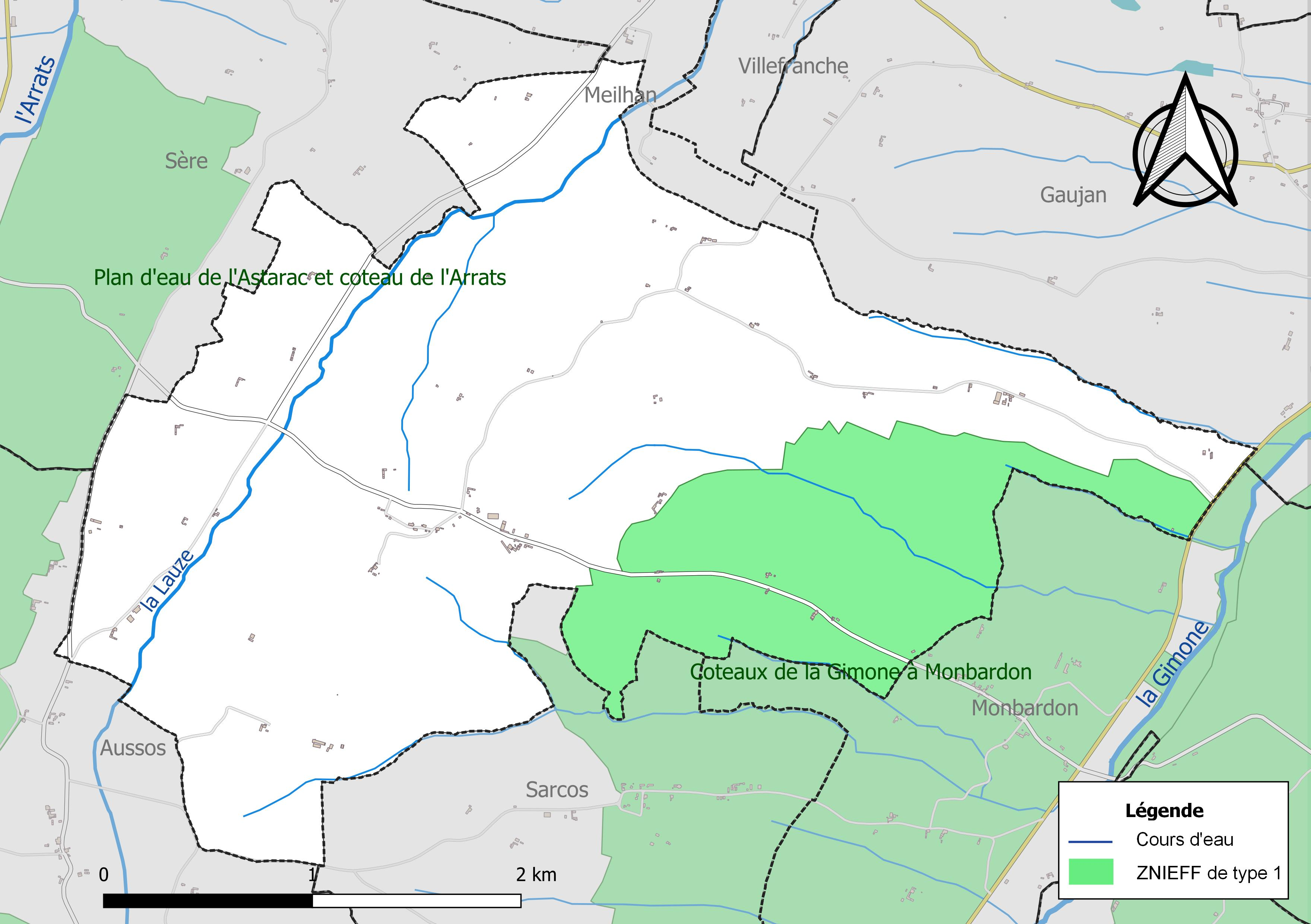
Carte de la ZNIEFF de type 1 sur la commune.
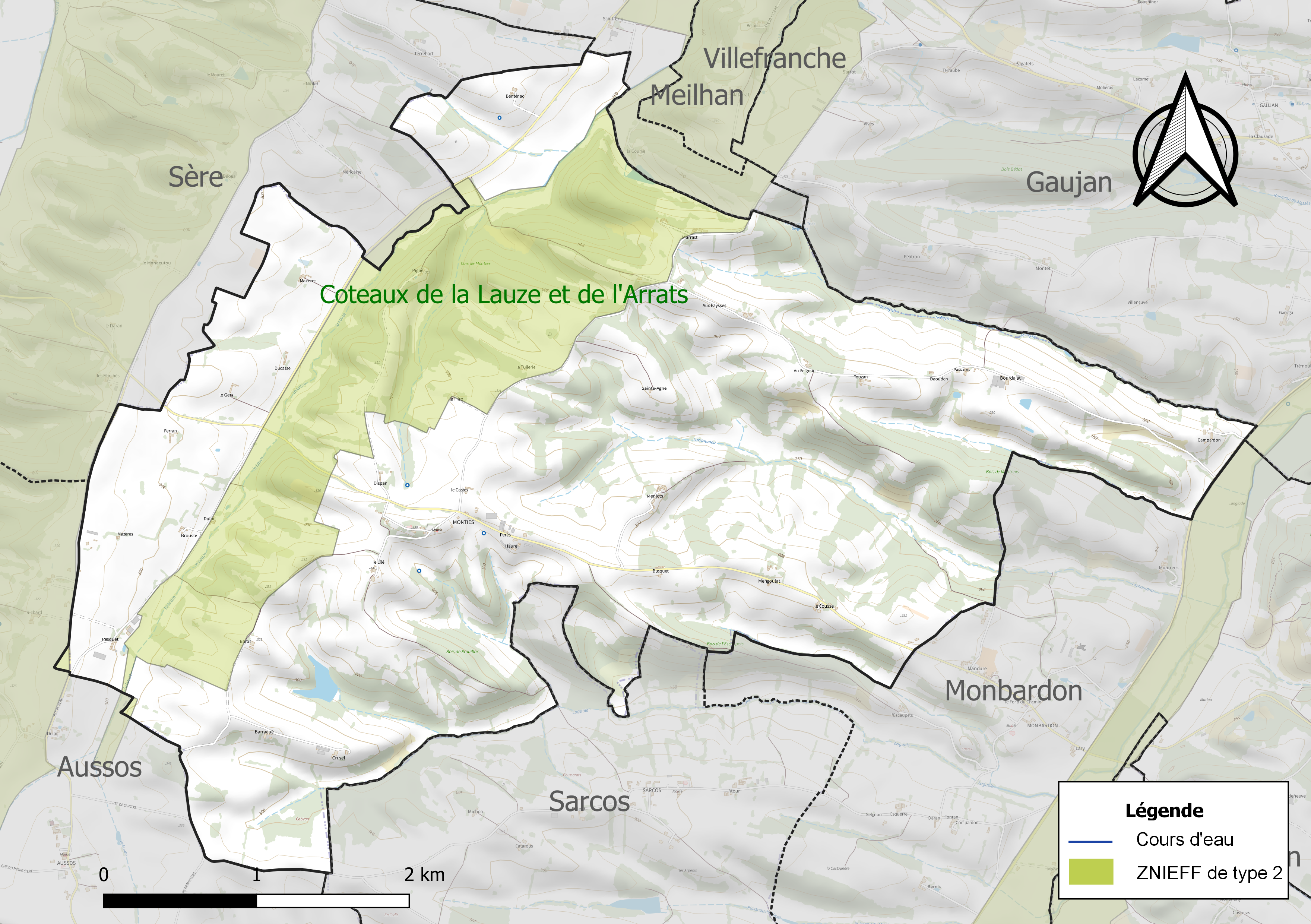
Carte de la ZNIEFF de type 2 sur la commune.

## Urbanisme

### Typologie
Au 1er janvier 2024, Monties est catégorisée commune rurale à habitat très dispersé, selon la nouvelle grille communale de densité à sept niveaux définie par l'Insee en 2022.
Elle est située hors unité urbaine et hors attraction des villes,.

### Occupation des sols
L'occupation des sols de la commune, telle qu'elle ressort de la base de données européenne d’occupation biophysique des sols Corine Land Cover (CLC), est marquée par l'importance des territoires agricoles (84,6 % en 2018), en diminution par rapport à 1990 (86 %). La répartition détaillée en 2018 est la suivante : 
zones agricoles hétérogènes (34,7 %), prairies (26,3 %), terres arables (23,6 %), forêts (15,4 %). L'évolution de l’occupation des sols de la commune et de ses infrastructures peut être observée sur les différentes représentations cartographiques du territoire : la carte de Cassini (XVIIIe siècle), la carte d'état-major (1820-1866) et les cartes ou photos aériennes de l'IGN pour la période actuelle (1950 à aujourd'hui).

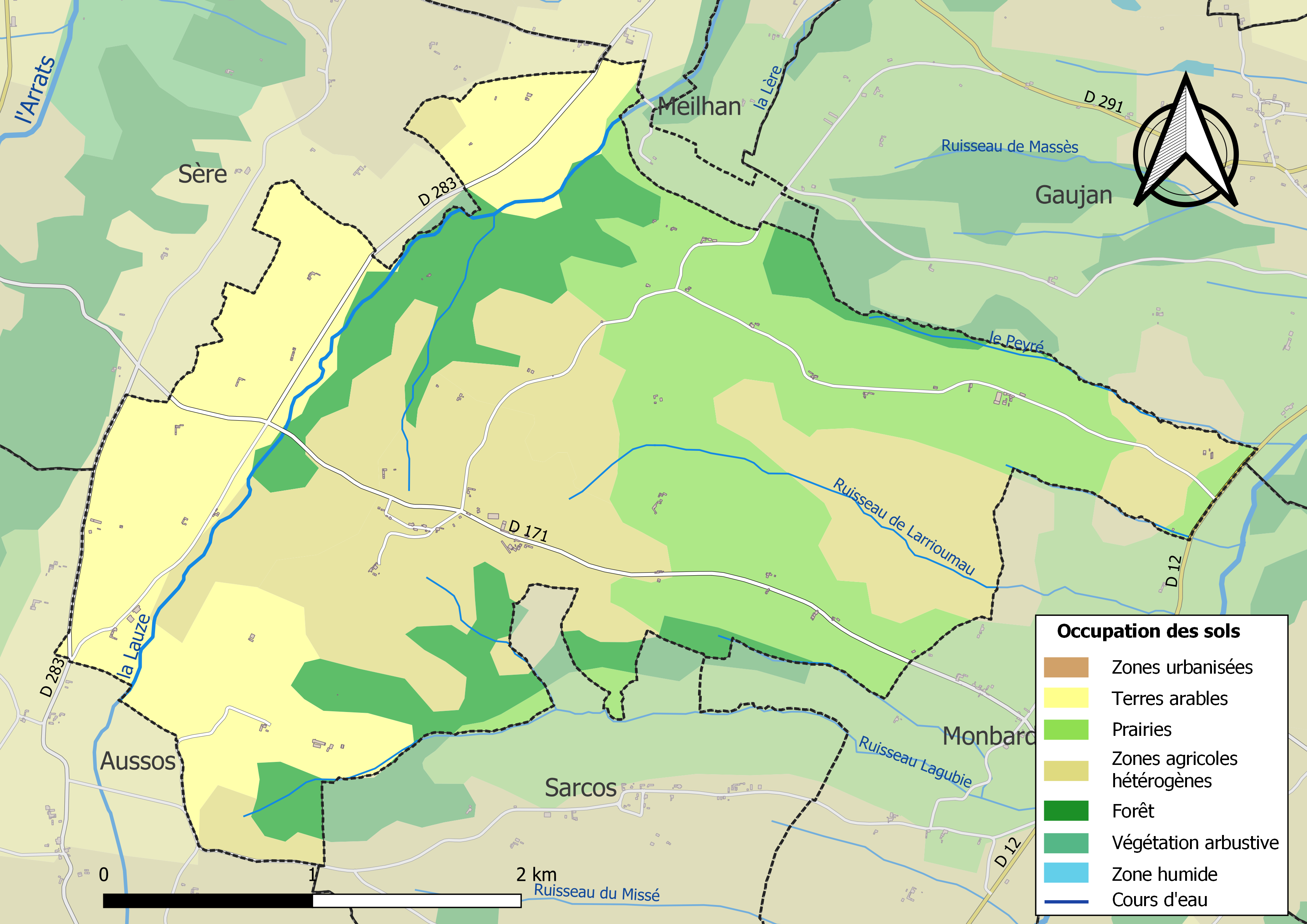
Carte des infrastructures et de l'occupation des sols de la commune en 2018 (CLC).

### Risques majeurs
Le territoire de la commune de Monties est vulnérable à différents aléas naturels : météorologiques (tempête, orage, neige, grand froid, canicule ou sécheresse) et séisme (sismicité faible). Un site publié par le BRGM permet d'évaluer simplement et rapidement les risques d'un bien localisé soit par son adresse soit par le numéro de sa parcelle.

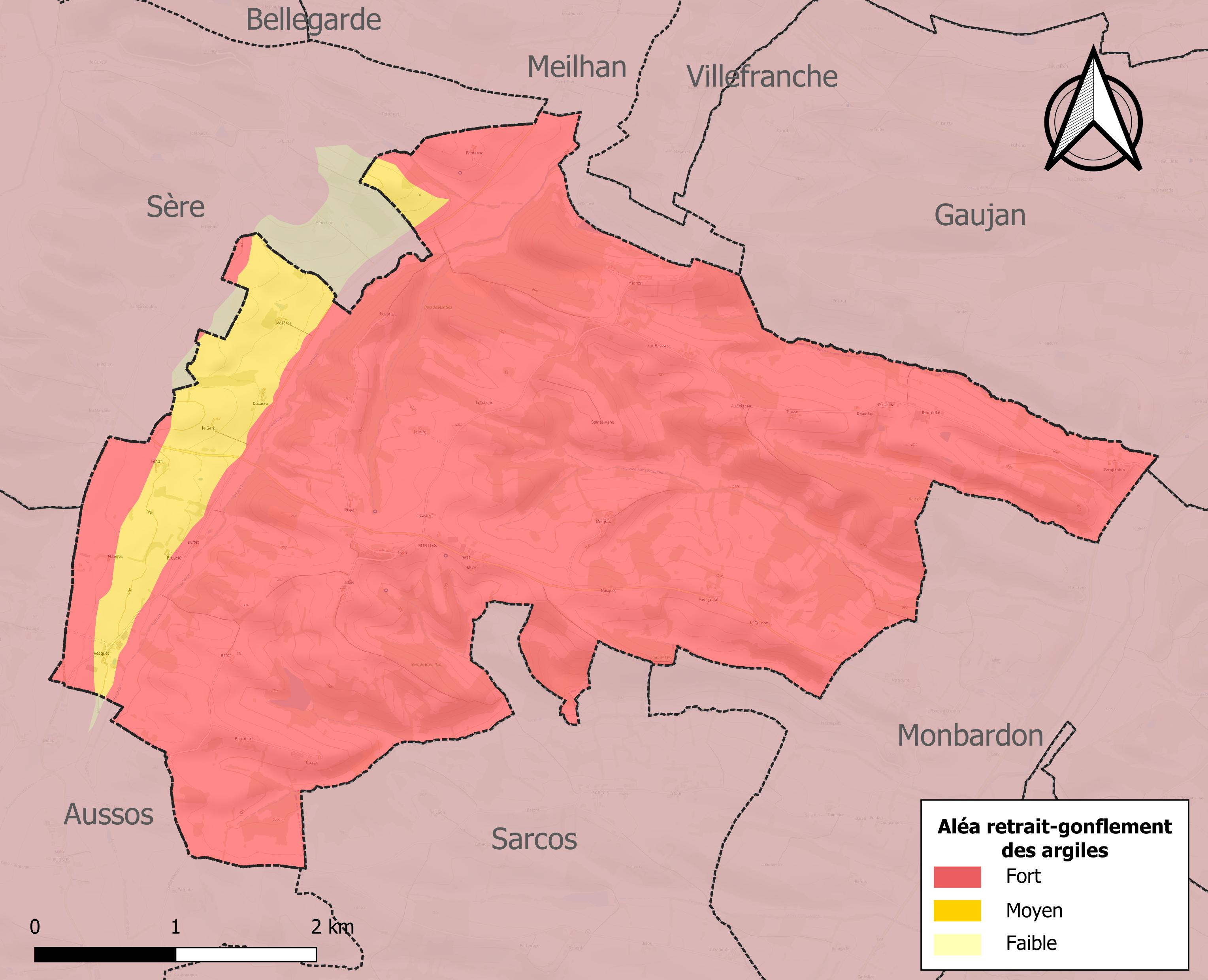
Carte des zones d'aléa retrait-gonflement des sols argileux de Monties.

Le retrait-gonflement des sols argileux est susceptible d'engendrer des dommages importants aux bâtiments en cas d’alternance de périodes de sécheresse et de pluie. La totalité de la commune est en aléa moyen ou fort (94,5 % au niveau départemental et 48,5 % au niveau national). Sur les 55 bâtiments dénombrés sur la commune en 2019, 55 sont en aléa moyen ou fort, soit 100 %, à comparer aux 93 % au niveau départemental et 54 % au niveau national. Une cartographie de l'exposition du territoire national au retrait gonflement des sols argileux est disponible sur le site du BRGM,.
Par ailleurs, afin de mieux appréhender le risque d’affaissement de terrain, l'inventaire national des cavités souterraines permet de localiser celles situées sur la commune.
La commune a été reconnue en état de catastrophe naturelle au titre des dommages causés par les inondations et coulées de boue survenues en 1999 et 2009. Concernant les mouvements de terrains, la commune a été reconnue en état de catastrophe naturelle au titre des dommages causés par la sécheresse en 1989, 1993, 2015 et 2016 et par des mouvements de terrain en 1999.

## Histoire
Jusqu'à la Révolution, la paroisse de Montiès fit partie des nombreuses enclaves de la Jugerie de Rivière-Verdun disséminées dans le Comté d'Armagnac.
En 1822, Monties fusionne avec Aussos pour former la commune de Monties-Aussos jusqu'au 14 mai 1949, date à laquelle les deux communes d'origine sont rétablies.

## Politique et administration
| Période                                  | Période  | Identité           | Étiquette       | Qualité |
| ---------------------------------------- | -------- | ------------------ | --------------- | ------- |
| mars 1989                                | 2020     | Joël Saint-Laurent | DVG puis UMP-LR | Artisan |
| 2020                                     | en cours | Michel Court       |                 |         |
| Les données manquantes sont à compléter. |          |                    |                 |         |

## Démographie
| 1793 | 1800 | 1806 | 1821 | 1831 | 1841 | 1846 | 1851 | 1856 |
| ---- | ---- | ---- | ---- | ---- | ---- | ---- | ---- | ---- |
| 247  | 226  | 231  | 232  | 589  | 535  | 533  | 550  | 547  |

| 1861 | 1866 | 1872 | 1876 | 1881 | 1886 | 1891 | 1896 | 1901 |
| ---- | ---- | ---- | ---- | ---- | ---- | ---- | ---- | ---- |
| 585  | 547  | 545  | 520  | 530  | 502  | 505  | 502  | 504  |

| 1906 | 1911 | 1921 | 1926 | 1931 | 1936 | 1946 | 1954 | 1962 |
| ---- | ---- | ---- | ---- | ---- | ---- | ---- | ---- | ---- |
| 392  | 345  | 299  | 322  | 292  | 303  | 296  | 153  | 139  |

| 1968 | 1975 | 1982 | 1990 | 1999 | 2006 | 2007 | 2012 | 2017 |
| ---- | ---- | ---- | ---- | ---- | ---- | ---- | ---- | ---- |
| 115  | 102  | 103  | 102  | 108  | 80   | 76   | 76   | 77   |

| 2022 | - | - | - | - | - | - | - | - |
| ---- | - | - | - | - | - | - | - | - |
| 82   | - | - | - | - | - | - | - | - |

## Économie

### Emploi
|                | 2008  | 2013  | 2018  |
| -------------- | ----- | ----- | ----- |
| Commune        | 0 %   | 8,6 % | 25 %  |
| Département    | 6,1 % | 7,5 % | 8,2 % |
| France entière | 8,3 % | 10 %  | 10 %  |

En 2018, la population âgée de 15 à 64 ans s'élève à 41 personnes, parmi lesquelles on compte 80 % d'actifs (55 % ayant un emploi et 25 % de chômeurs) et 20 % d'inactifs,. En  2018, le taux de chômage communal (au sens du recensement) des 15-64 ans est supérieur à celui du département et de la France, alors qu'en 2008 la situation était inverse.
La commune est hors attraction des villes,. Elle compte 17 emplois en 2018, contre 17 en 2013 et 12 en 2008. Le nombre d'actifs ayant un emploi résidant dans la commune est de 23, soit un indicateur de concentration d'emploi de 76,1 % et un taux d'activité parmi les 15 ans ou plus de 45,7 %.
Sur ces 23 actifs de 15 ans ou plus ayant un emploi, 10 travaillent dans la commune, soit 46 % des habitants. Pour se rendre au travail, 68,2 % des habitants utilisent un véhicule personnel ou de fonction à quatre roues, 4,5 % les transports en commun et 27,3 % n'ont pas besoin de transport (travail au domicile).

### Activités hors agriculture
14 établissements sont implantés  à Monties au 31 décembre 2019.
Le secteur de la construction est prépondérant sur la commune puisqu'il représente 35,7 % du nombre total d'établissements de la commune (5 sur les 14 entreprises implantées  à Monties), contre 14,6 % au niveau départemental.

### Agriculture
|               | 1988 | 2000 | 2010 | 2020 |
| ------------- | ---- | ---- | ---- | ---- |
| Exploitations | 18   | 13   | 6    | 6    |
| SAU (ha)      | 726  | 703  | 727  | 774  |

La commune est dans l'Astarac, une petite région agricole englobant tout le Sud du département du Gers, un quart de sa superficie, et correspond au pied de lʼéventail gascon. En 2020, l'orientation technico-économique de l'agriculture  sur la commune est la culture de céréales et/ou d'oléoprotéagineuses. Six exploitations agricoles ayant leur siège dans la commune sont dénombrées lors du recensement agricole de 2020 (18 en 1988). La superficie agricole utilisée est de 774 ha,,.

## Culture locale et patrimoine

### Lieux et monuments
- Église de la Nativité-de-Notre-Dame

L’église paroissiale de Montiès, dédiée à la Nativité de Marie, est une petite église romane dont le plan est constitué de deux rectangles ; le plus grand de ceux-ci est divisé par deux fortes piles créant un avant-chœur, au-dessus duquel s’élevait à l’origine le clocher, aujourd’hui supporté par le chœur. La nef est divisée en quatre travées ne correspondant pas au plan primitif : ses voûtes de briques en berceau brisé datent de 1901. L’avant-chœur est voûté en berceau plein cintre, le chœur en berceau brisé. Deux fenêtres romanes, très ébrasées à l’intérieur, subsistent dans le chœur.[réf. nécessaire]
Malgré ces remaniements récents, auxquels il convient d’ajouter une surélévation du sol d’environ un mètre, l’église de Montiès demeure un monument d’un réel intérêt archéologique, dont l’inscription à l’inventaire supplémentaire des Monuments historiques a été demandée. Elle servait régulièrement au culte jusqu’à ce qu’en 1983 l’effondrement partiel des voûtes de la nef ne conduise la commune à choisir entre la construction d’une nouvelle chapelle et la restauration de l’ancienne église. La maire de Montiès, également présidente d’une association des « amis de l’église », et son conseil municipal optèrent pour la seconde solution. [réf. nécessaire]
- Motte castrale de Monties. Un château appartenant à la famille d’Orbessan est cité pour la première fois en 1242 dans le cartulaire de Berdoues (acte n°352)[31]. Il était très certainement construit sur la vaste motte qui supporte aujourd’hui l’église du village[32]. Aucun vestige de l'ancien château n'est aujourd'hui visible en élévation.